# Динамо (стадіон, Бухарест)
Стадіон «Динамо» (рум. Stadionul Dinamo) — багатофункціональний стадіон у місті Бухарест, Румунія, домашня арена футбольного клуба «Динамо» (Бухарест).

## Історія
Стадіон побудований 1951 року. Перший матч на ньому відбувся 14 жовтня 1951 року: «Динамо» — «Локомотив» (Тімішоара) — 1:0.
Арена також відома під назвою «Штефан чел Маре Гроапа».
2001 року обладнаний системою освітлення. У 2006-2007 роках здійснено перший етап капітальної реконструкції, у результаті якої потужність арени розширено до 15 032 глядачів та встановлено нове інформаційне табло. Однак через проблеми з фінансуванням подальша черга реконструкції була призупинена на невизначений термін. Також планується спорудження нового стадіону, проєкт якого на стадії довготривалої розробки.
У квітні 2001 року під час робіт з першої реконструкції стадіону було виявлено та витягнуто з ями за 20 метрів від трибун снаряд часів Другої світової війни.
Тут було проведено багато важливих матчів, зокрема, «Динамо» проти «Евертона» та леверкузенського «Байєра».

## Галерея

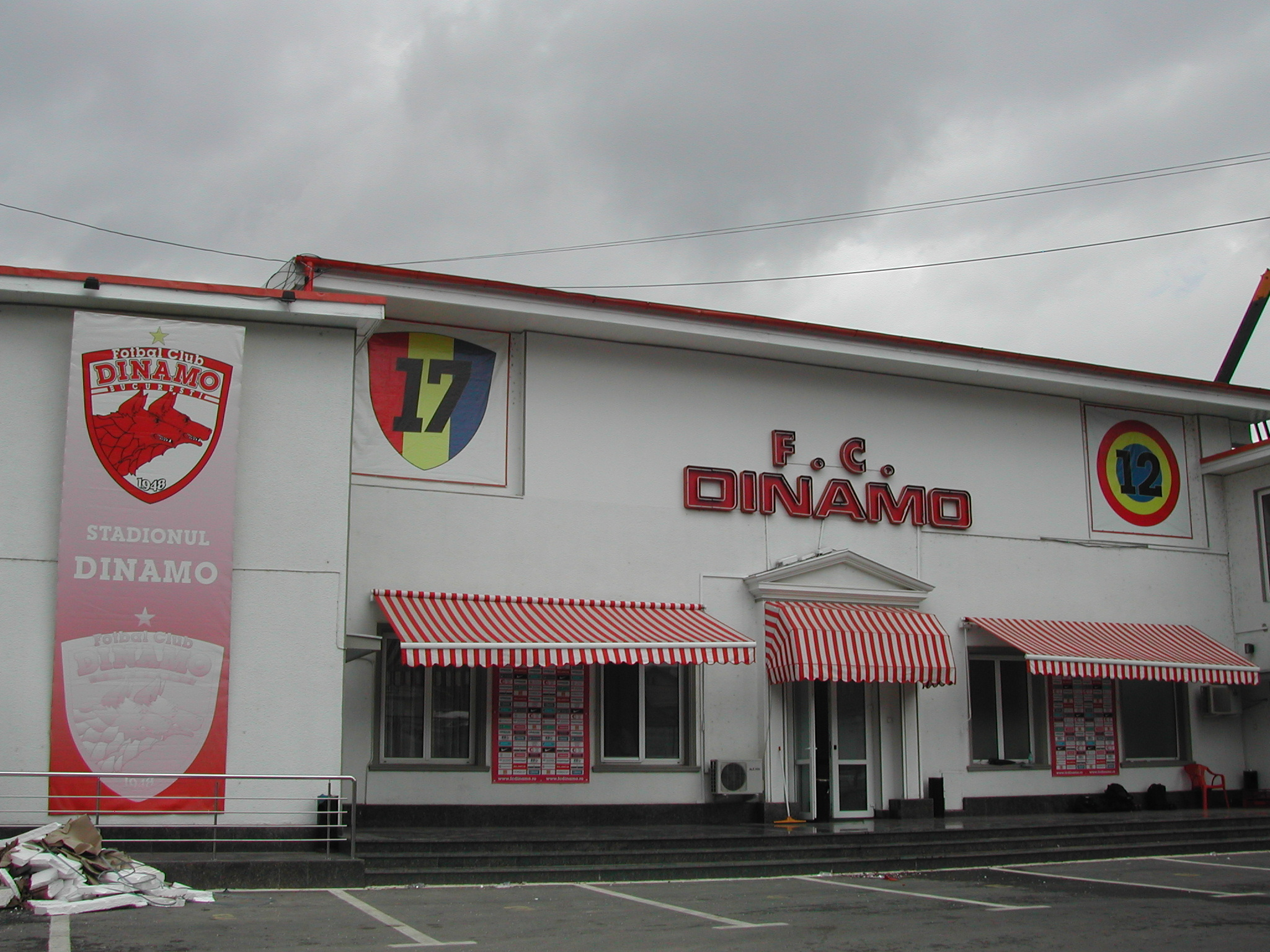
Головний вхід
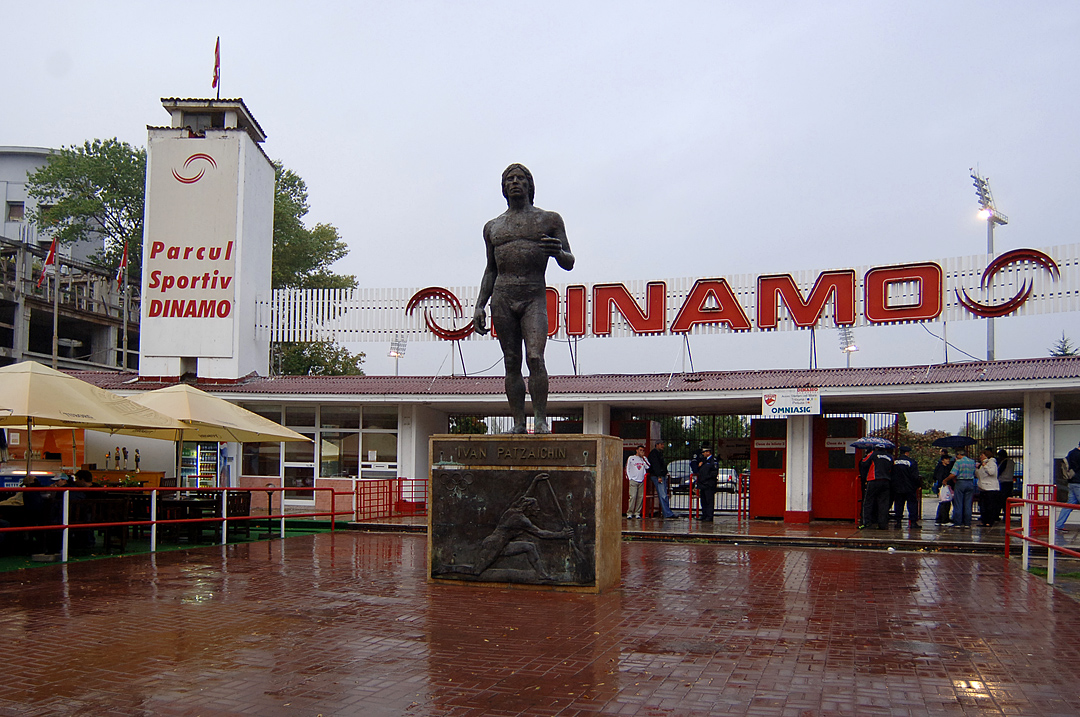
Статуя Івана Пацайчина при вході
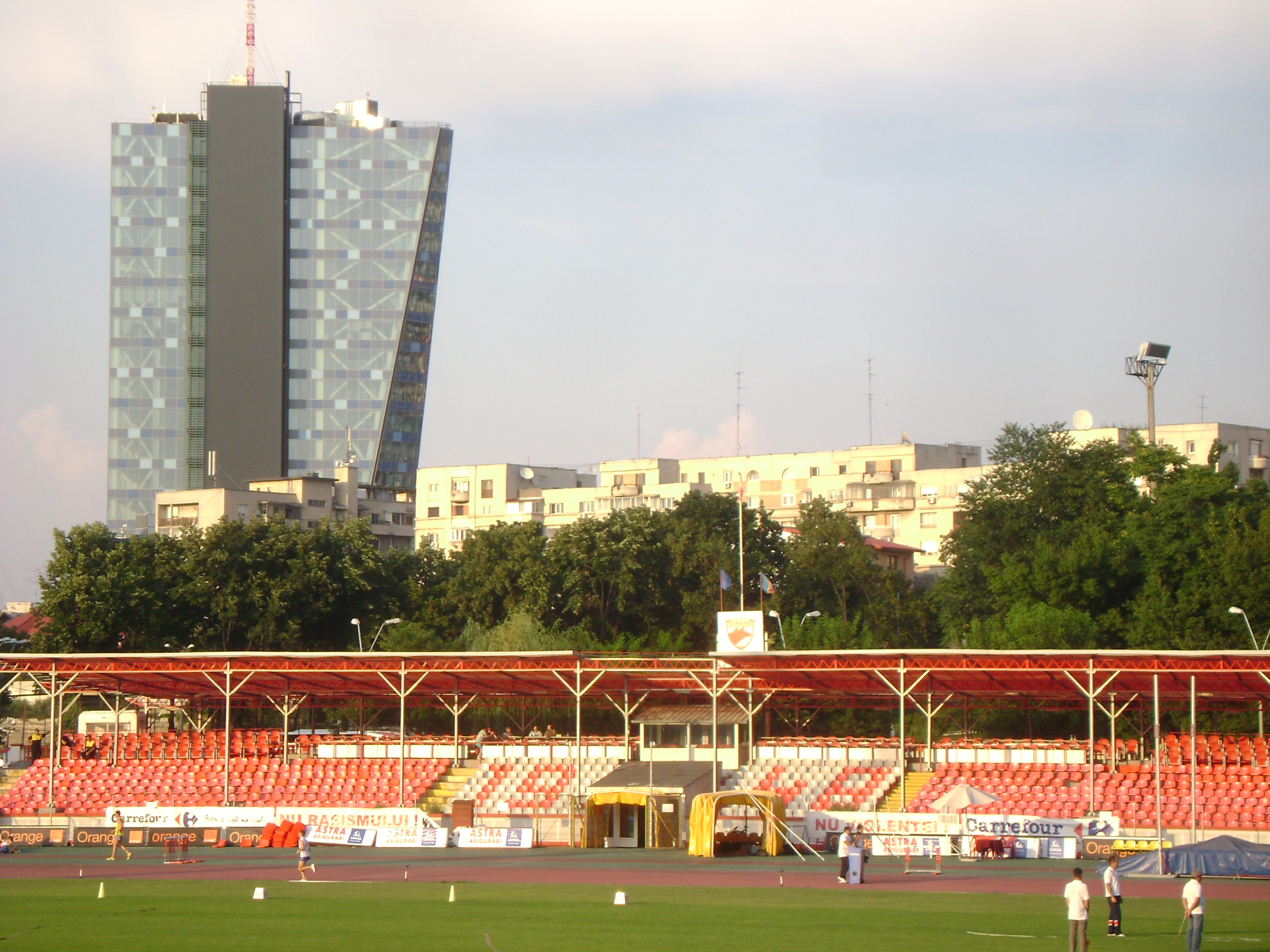
Стадіон у 2010 році під час Чемпіонату країни з легкої атлетики